# Yeonwoo
Lee Da-bin (hangeul: 이다빈), née le 1er août 1996 à Seoul, est une actrice et chanteuse sud-coréenne.

## Biographie
Elle est surtout connue en tant qu'ancienne membre du groupe de filles Momoland. Yeonwoo a joué dans des séries télévisées, notamment Live On (2019), Alice (2020) et Dali & Cocky Prince (2021).
En 2016, Yeonwoo est devenue candidate à l'émission de télé-réalité Mnet "Finding Momoland" pour sélectionner les membres du nouveau groupe de filles de MLD Entertainment Momoland. Elle a terminé le concours à la cinquième place et a officiellement fait ses débuts à Momoland le 10 novembre 2016, avec le mini-album Welcome to Momoland,. Yeonwoo a quitté Momoland en novembre 2019.